# The Savage Rose
The Savage Rose est un groupe de rock danois. Il est formé en 1967 et reste actif jusque dans les années 2010. Par-delà de nombreux changements de formule, de personnel et de style musical, cette formation est avant tout caractérisée par la voix singulière de sa chanteuse Annisette Hansen. 

## Biographie

### Débuts
Le noyau fondateur du groupe est constitué du pianiste Thomas Koppel, de son frère le compositeur Anders Koppel, d'Ilse Maria Koppel (première épouse de Thomas) et d'Annisette Hansen (future seconde épouse de Thomas), tous issus de familles impliquées dans la musique. Viennent s'agréger autour le jazzman Alex Riel à la batterie, Jens Rugsted à la basse, et le guitariste Flemming Ostermann, vite remplacé par Nils Tuxen.
Un premier album, simplement intitulé The Savage Rose, sort en 1968, suivi la même année par In the Plain. Chantés en anglais, ils affirment un son assimilable au rock psychédélique californien (la voix d'Annisette Hanson est alors comparée à celle de Grace Slick en plus extrême), nourri au surplus d'une expertise venue du jazz et d'une forte culture musicale classique. Le second album comporte le tube Long Before I Was Born, qui propulse la renommée du groupe à l'extérieur de la Scandinavie. The Savage Rose est invité au Newport Jazz Festival de 1969, et se produit en 1970 dans le cadre du Festival de Montreux au côté de Yes.

### Années 1970
Une prometteuse carrière internationale semble s'ouvrir, mais leurs agents aux États-Unis veulent les faire jouer au Viêt Nam pour distraire les troupes américaines engagées dans la guerre : le groupe, notoirement engagé à l'extrême gauche, s'y refuse absolument et donne à son indépendance la priorité sur une carrière commerciale.
Sort en 1972 l'album essentiellement instrumental Dødens triumf, composé dans un style folk progressif pour le ballet éponyme monté par le chorégraphe Flemming Flindt et inspiré de la pièce d'Eugène Ionesco Jeux de massacre.
Les années suivantes, les membres permanents du groupe se réduisent au trio constitué par les frères Koppel et Annisette Hansen, puis au seul couple Thomas et Annisette. Le style de la musique varie autour du folk, du blues, du jazz acoustique, du gospel et plus tard des musiques du monde, mais entre 1973 et 1978, The Savage Rose ne publie rien et semble tomber dans la marginalité.

### Engagement politique
L'album de 1972, Babylon, inscrit dans une inspiration soul, était dédié à Malcolm X et aux Black Panthers. Après cinq ans de silence discographique, le groupe sort Solen var også din (1978), son premier album chanté en danois. Il tend à se faire oublier de la scène internationale mais accentue son militantisme maoïste, soutient la cause palestinienne, se produit en 1980 au Liban dans le camp de Sabra et Chatila, se réclame du Parti communiste marxiste-léniniste DKP/ML et fait à ce titre deux tournées en Albanie, en 1982 et 1987.
Parfois critiqué pour ses choix idéologiques mais respecté pour son intégrité musicale, The Savage Rose tiendra aussi des concerts dans le cadre des manifestations organisées au Danemark contre les guerres américaines en Irak.

### Retour au premier plan
Au milieu des années 1990, le groupe revient à une musique plus électrique, renoue avec les chansons en anglais et avec les grandes tournées de concerts. En 1996, The Savage Rose reçoit un Danish Music Award pour l'album Black Angel, qui est enregistré aux États-Unis.
Le premier album du groupe est introduit en 2006 dans le Canon de la culture danoise. Le 25 février 2006, Thomas Koppel (qui venait de publier un album de musique classique contemporaine intitulé Improvisations pour piano) meurt subitement d'un malaise cardiovasculaire, âgé de 61 ans. Le futur du groupe apparaît compromis, mais sa veuve Annisette prend le contrôle de la formation, reconstitue un groupe de tournée opérationnel et reprend les enregistrements.
En 2017, ils jouent au Roskilde Festival le 28 juin
Le 10 août 2017, un nouveau single, Woman, est publié, et la date de sortie de l'album Homeless est révélé, pour le 15 septembre 2017.   

## Influences
Björk cite The Savage Rose et le style vocal d'Annisette Hansen comme une influence majeure.

## Discographie
- 1968 : The Savage Rose
- 1968 : In the Plain
- 1969 : Travellin'
- 1971 : Your Daily Gift
- 1971 : Refugee
- 1972 : Dødens Triumf
- 1972 : Babylon
- 1973 : Wild Child
- 1978 : Solen var også din
- 1982 : En vugge af stål
- 1984 : Vi kæmper for at sejre
- 1986 : Kejserens nye klæder
- 1988 : Sangen for Livet
- 1989 : Ild og frihed
- 1990 : Gadens dronning
- 1992 : Månebarn
- 1995 : Black Angel
- 1998 : Tameless
- 2001 : For Your Love
- 2002 : The Anthology
- 2004 : Are You Ready
- 2007 : Universal Daughter
- 2012 : Love and Freedom
- 2014 : Roots of the Wasteland
- 2017 : Homeless